# منطقه کریان
منطقه کریان (به انگلیسی: Kerian District) (یا به عبارت دیگر کریان) یک منطقه اداری در پراک، مالزی است. کریان، گوشه شمال‌غربی پراک را دربر گرفته است و از سمت شمال با ایالت‌های پنانگ و کداح هم‌مرز است. شهر اصلی پاریت بونتار، فقط در فاصله ۳۷ کیلومتر (۲۳ مایل) از سمت جنوب‌شرقی جرج تاون، مرکز ایالت پنانگ واقع شده است. این منطقه به‌خاطر بوکیت مراه، مقصد گردشگری محبوب، به خوبی شناخته شده است.
به دلیل نزدیکی بیشتر به پنانگ، بخش عمده کریان نیز بخشی از پنانگ بزرگ، دومین شهر اقماری بزرگ مالزی است.
این منطقه یکی از نواحی اصلی کشت برنج در پراک است.